# Неврев, Николай Васильевич
Никола́й Васи́льевич Не́врев (3 [16] мая 1830, Москва — 3 [16] мая 1904, Могилёвская губерния) — русский исторический и жанровый живописец, один из ярких представителей Товарищества передвижных художественных выставок.

## Биография

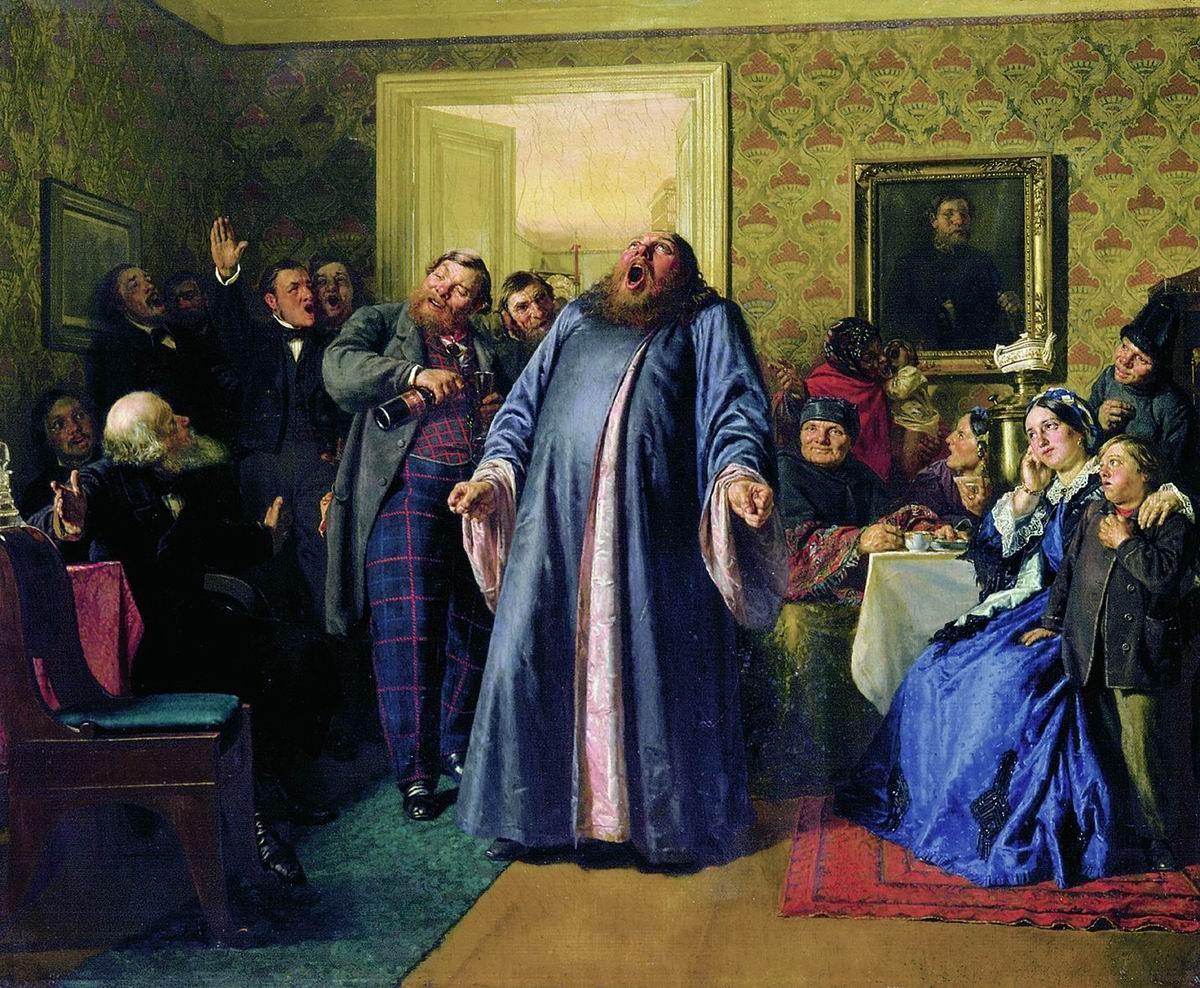
Протодиакон, провозглашающий на купеческих именинах многолетие, (1866). Государственная Третьяковская галерея

Николай Васильевич Неврев — исторический и жанровый живописец; родился в 1830 году; учился в 1850—1855 годах в Московском училище живописи и ваяния; при выходе из этого заведения получил звание свободного художника.
Живя постоянно в Москве, писал вначале портреты, а потом сцены русского народного быта и, наконец, с середины 1870-х годов стал брать для своих картин сюжеты преимущественно из отечественной истории.
В 1881 году Неврев вступает в Товарищество передвижных художественных выставок.
Главные его произведения по части жанра: «Панихида на сельском кладбище» (1865), «Протодиакон, провозглашающий на купеческих именинах многолетие» (1866; Государственная Третьяковская галерея), «Из недавнего прошлого» (1866; Государственная Третьяковская галерея), «Наследство после чиновника», «Странник в купеческой семье», «Воевода» (из поэмы Мицкевича;), «Две подруги», «Раздел по наследству» (1889; в Третьяковской галерее, в Москве) и «Сватовство» (1889; там же).
В числе исторических картин этого художника наиболее любопытными могут считаться: «Князь Роман Галицкий и папские послы», «Дмитрий Самозванец у Вишневецкого» (1881; находится в Третьяковской галерее), «Представление Ксении Годуновой Лжедмитрию» (1882), «Захар Ляпунов и Василий Шуйский» (1886), «Патриарх Никон пред судом» (1885) и «Ярослав Мудрый, отправляющий свою дочь Анну в замужество к французскому королю Генриху I» (1888).
Последние годы жизни испытывал сильную нужду. На семьдесят четвёртом году жизни, от отчаяния, застрелился в своём имении Лысковщина в Могилёвской губернии.

## Галерея

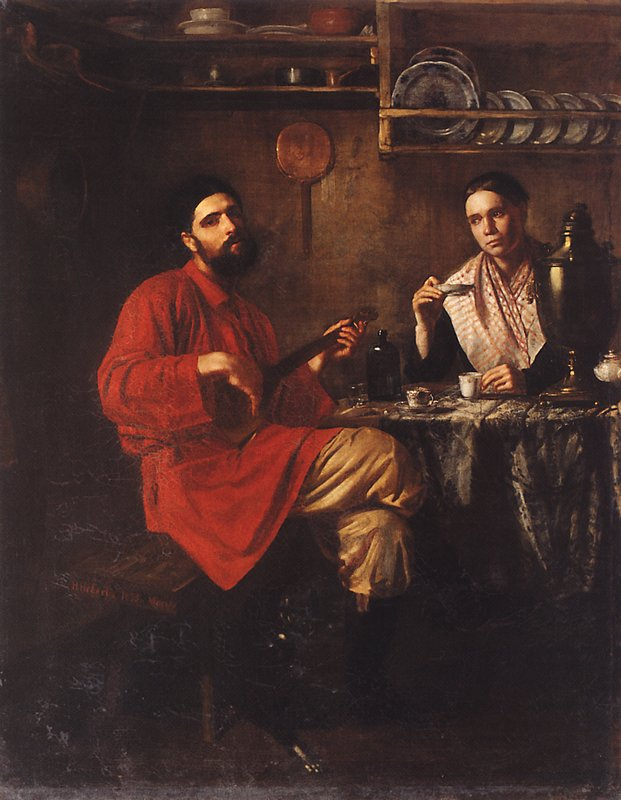
Домашняя крестьянская сцена (1855)
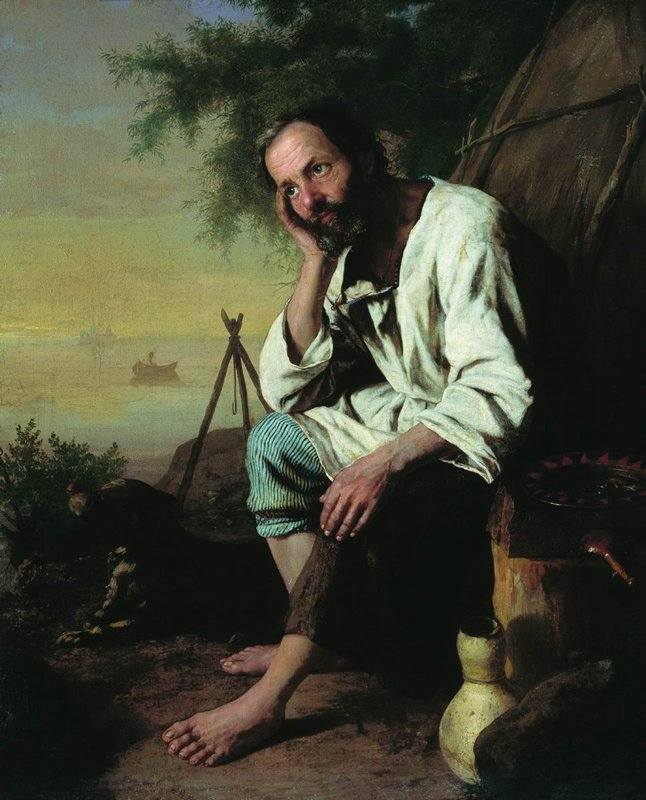
Дед Василий (1858)
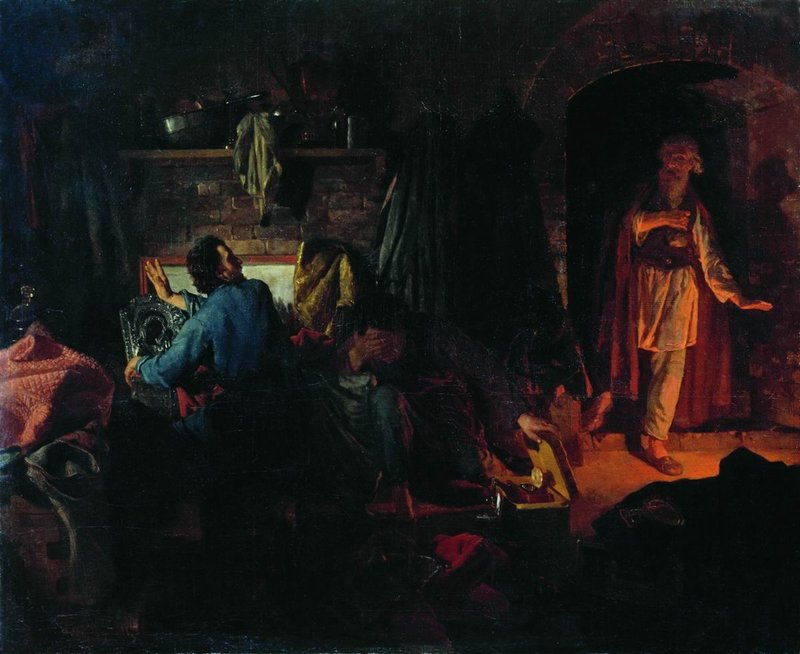
Дети скупого (1864)
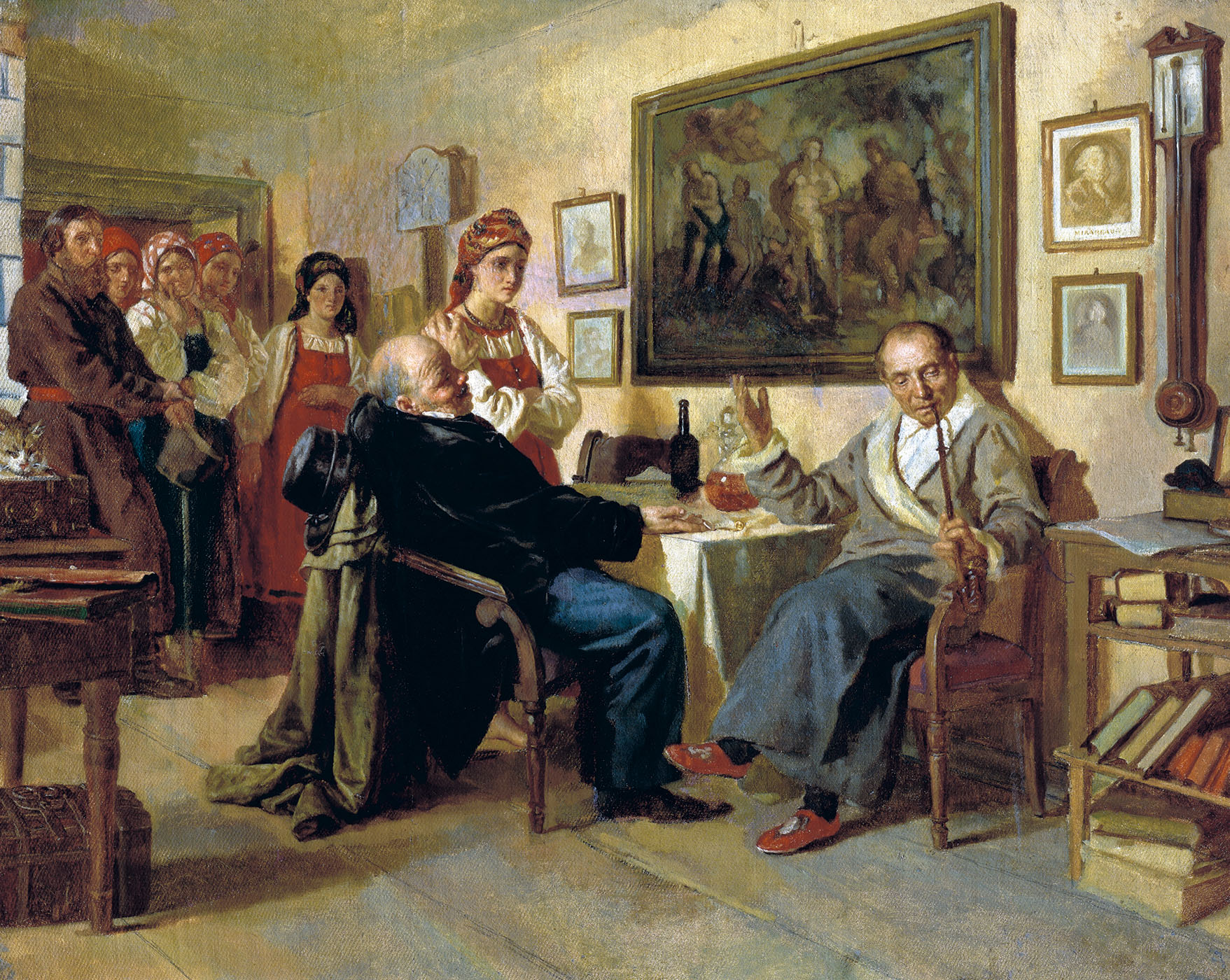
Торг (1866)
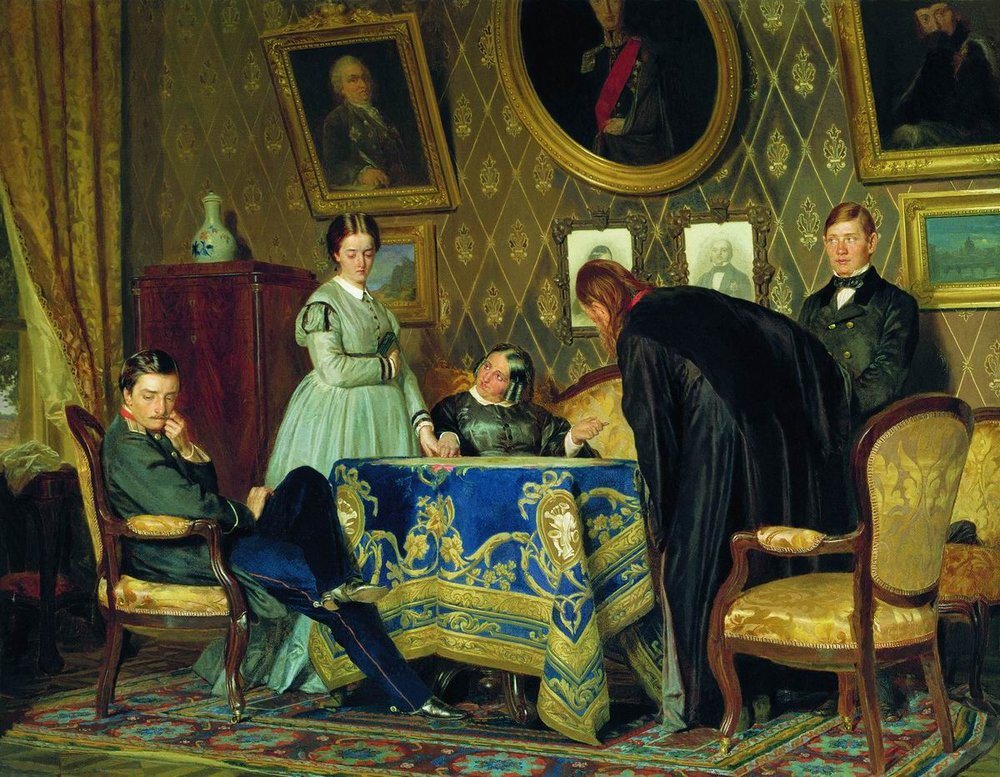
Воспитанница (1867)
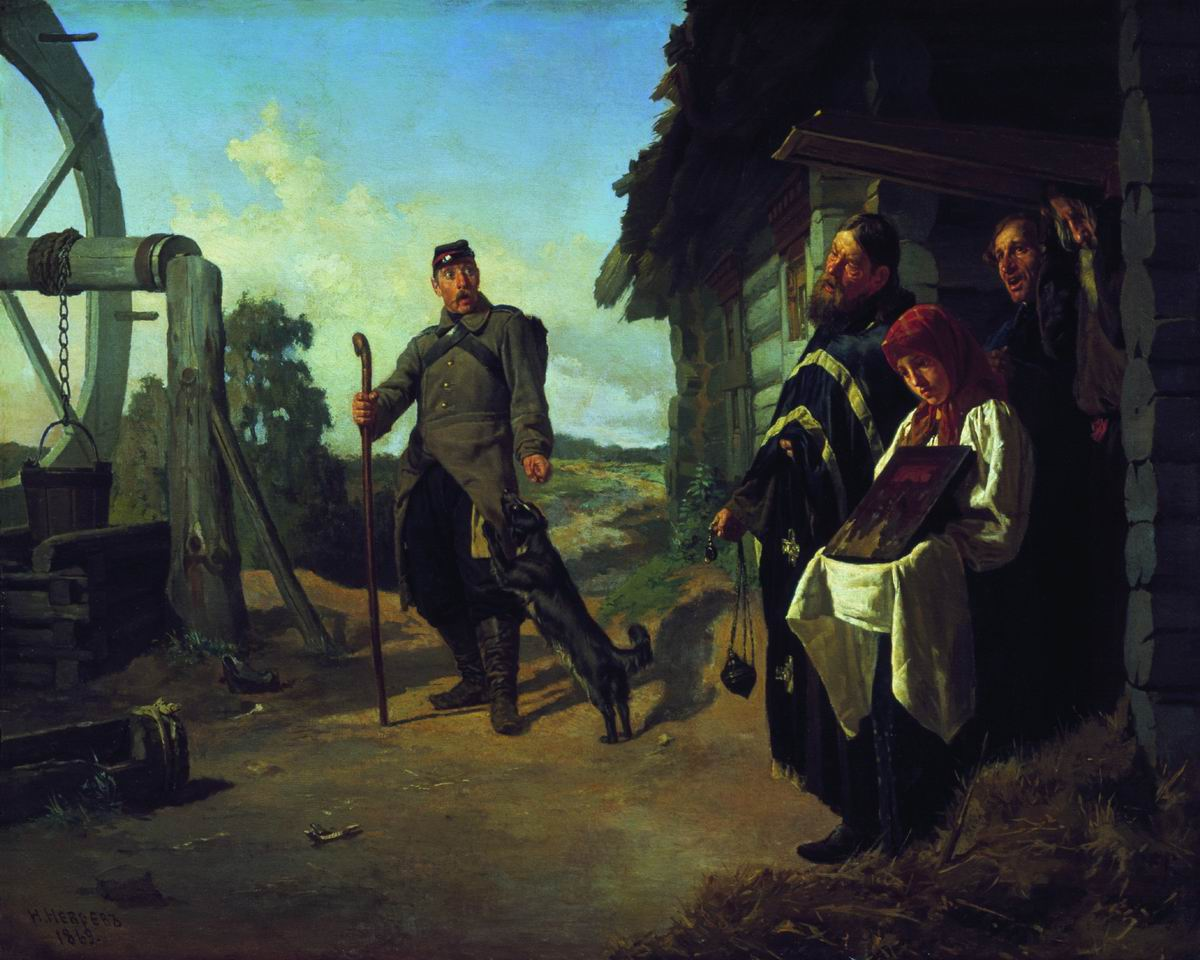
Возвращение солдата на родину (1869)
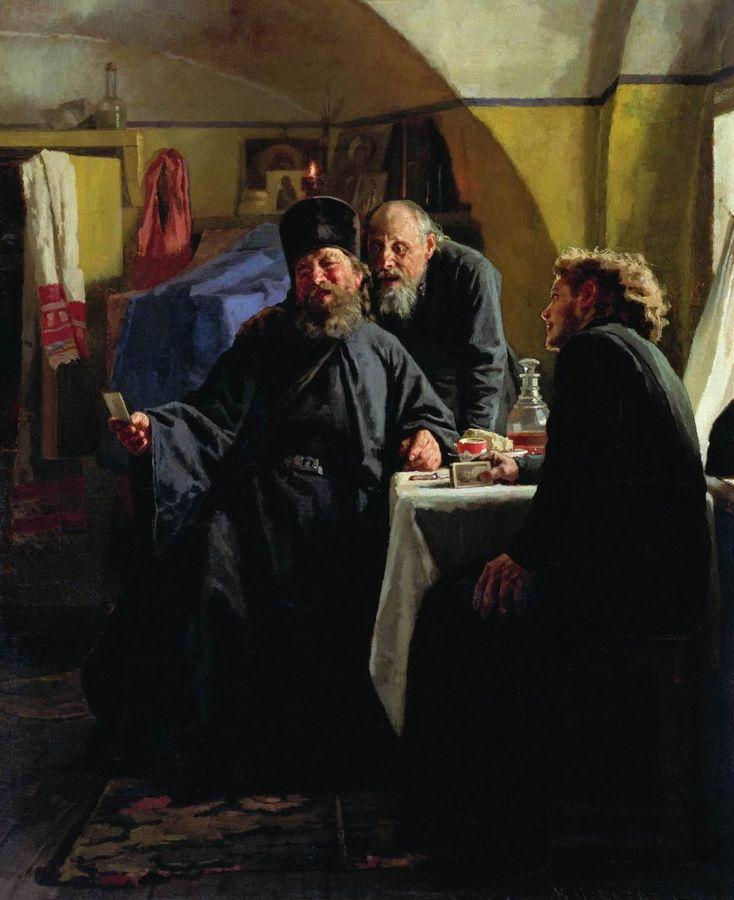
Монахи (1880)
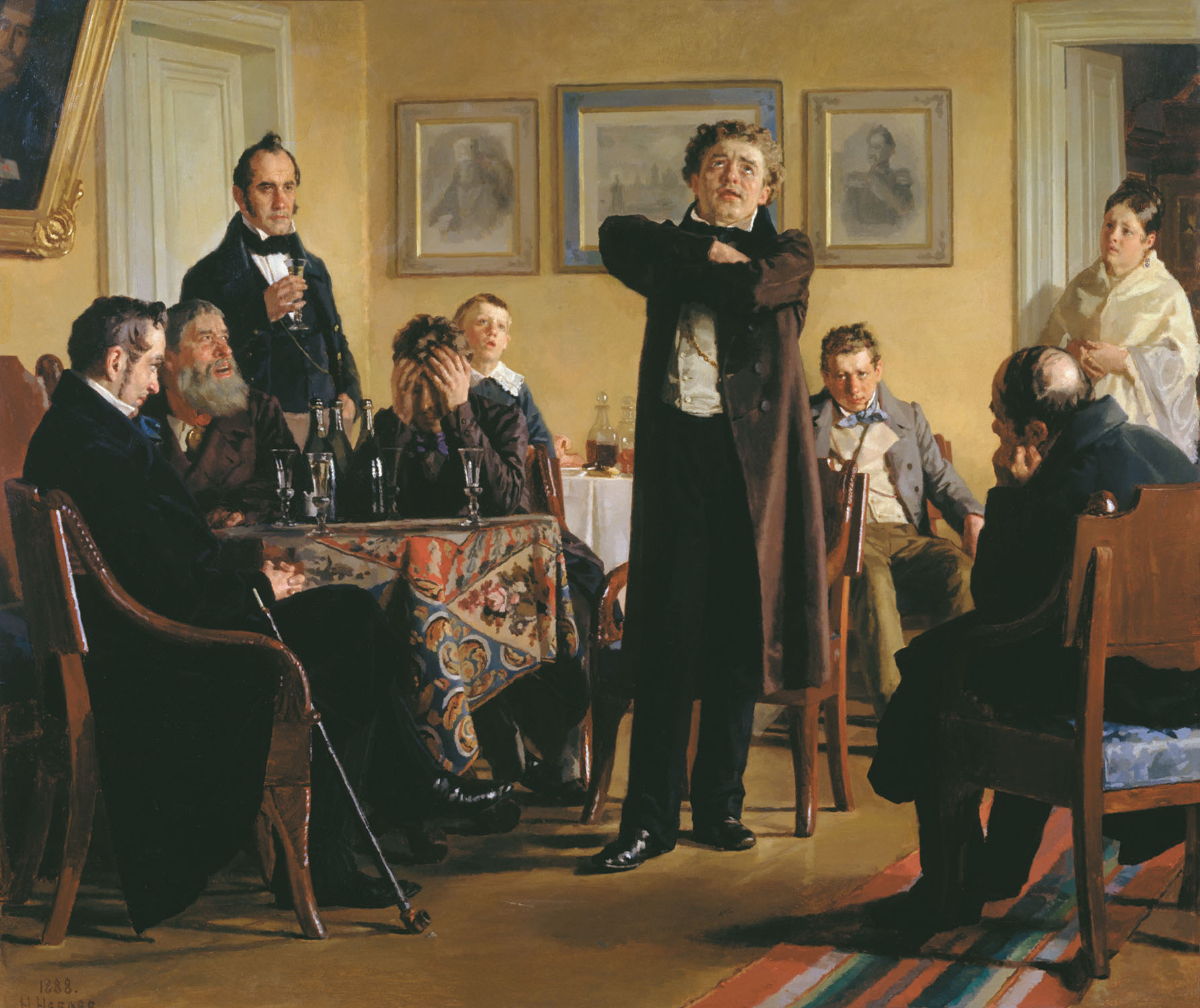
Мочалов в кругу почитателей (1888)
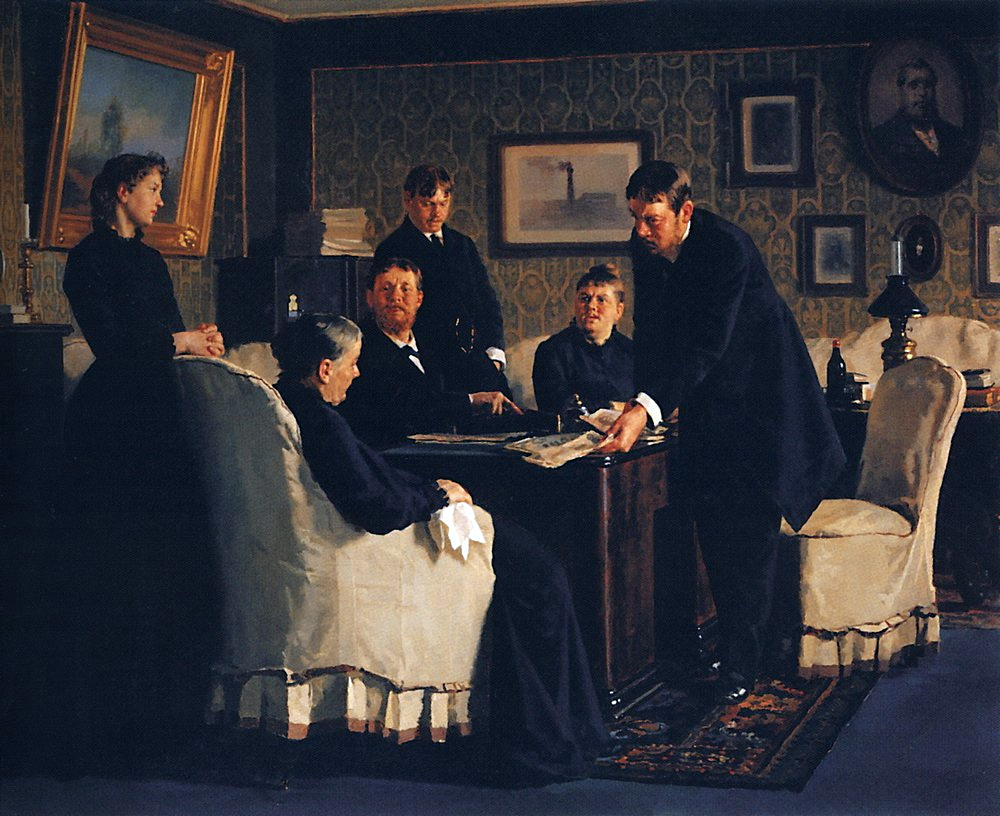
Семейные расчёты (Раздел по наследству) (1888)
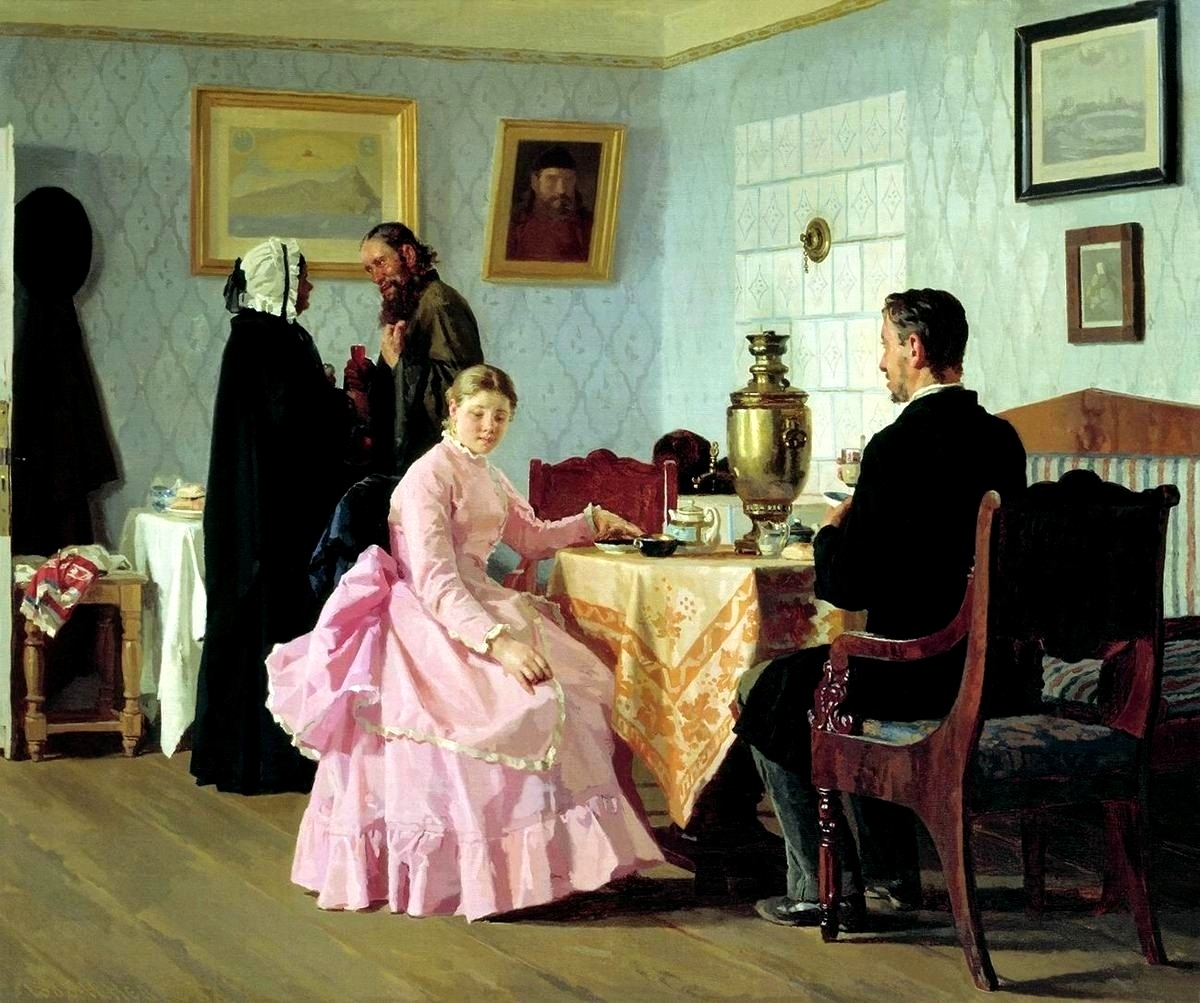
Смотрины (1888)
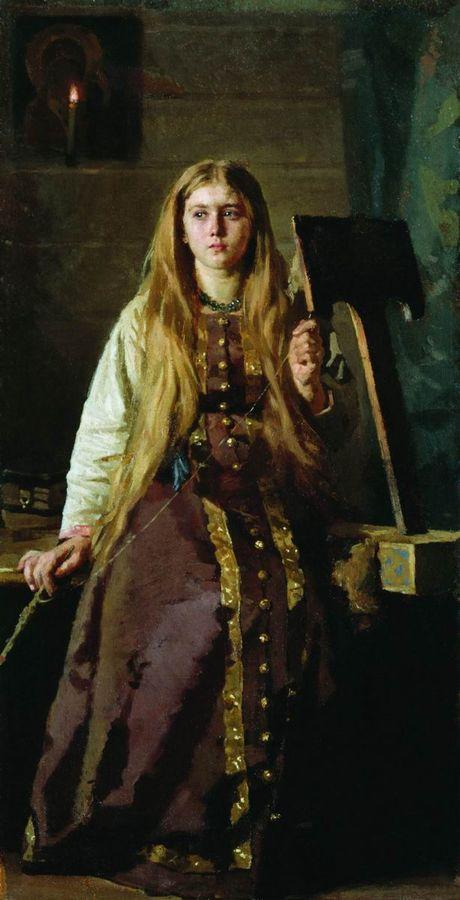
Пряха (1889)
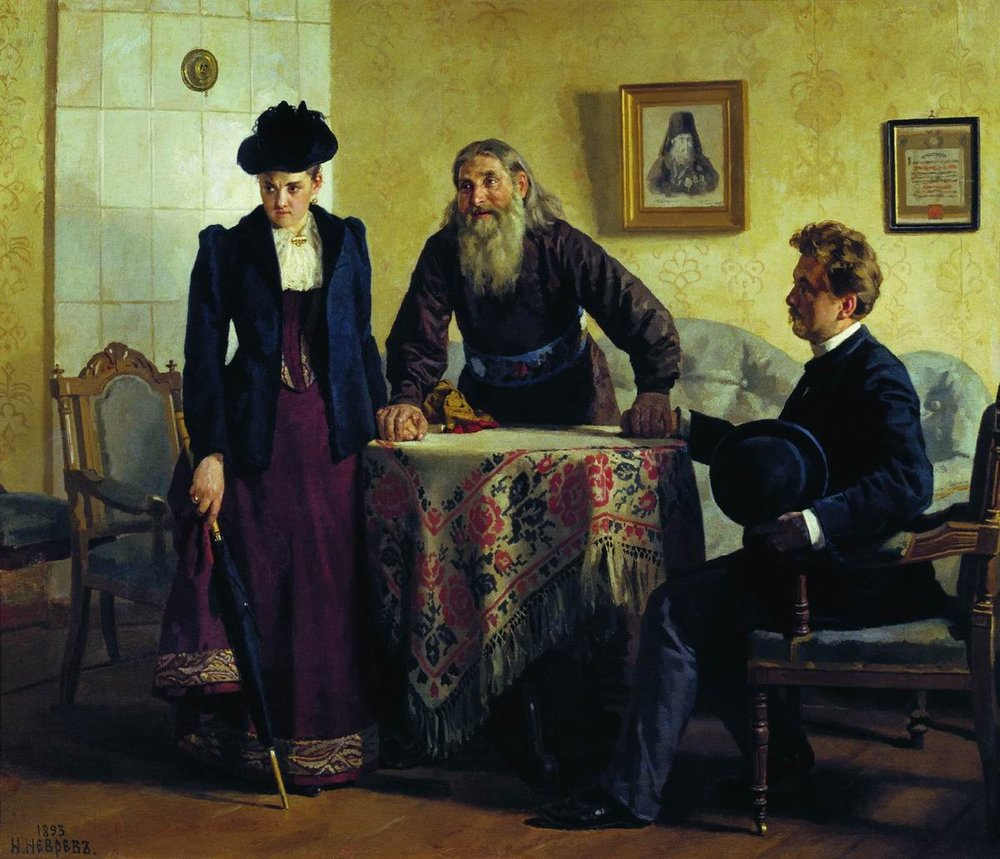
Увещевание (1893)
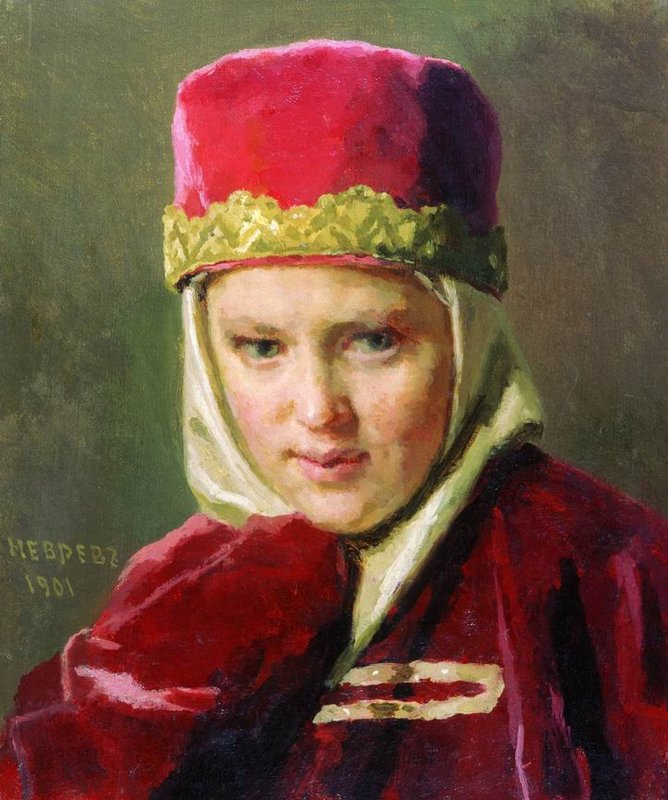
Боярыня (1901)
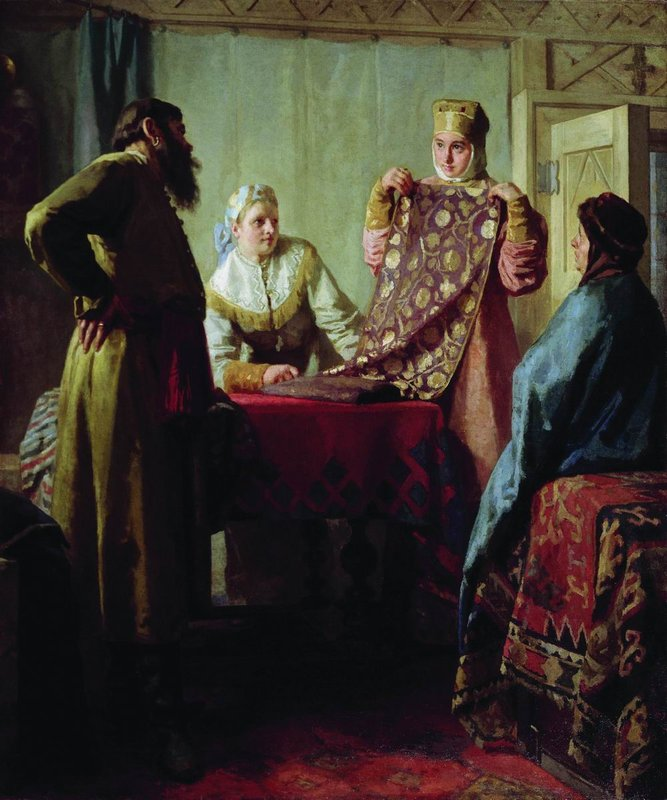
Бытовая сцена XVII века (Купец и товар)
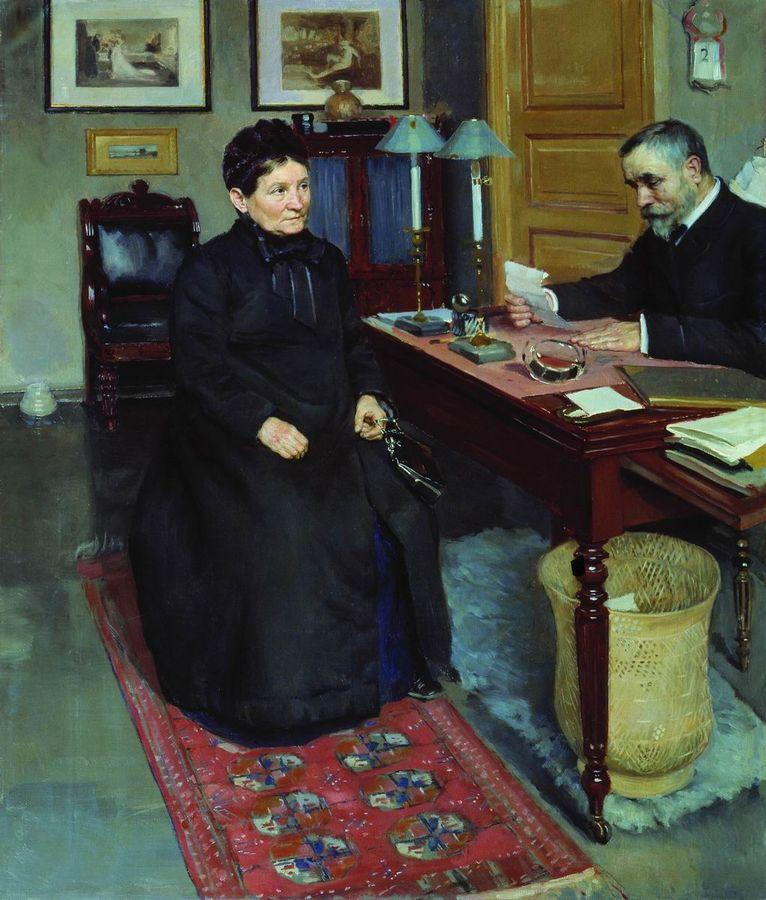
Просительница
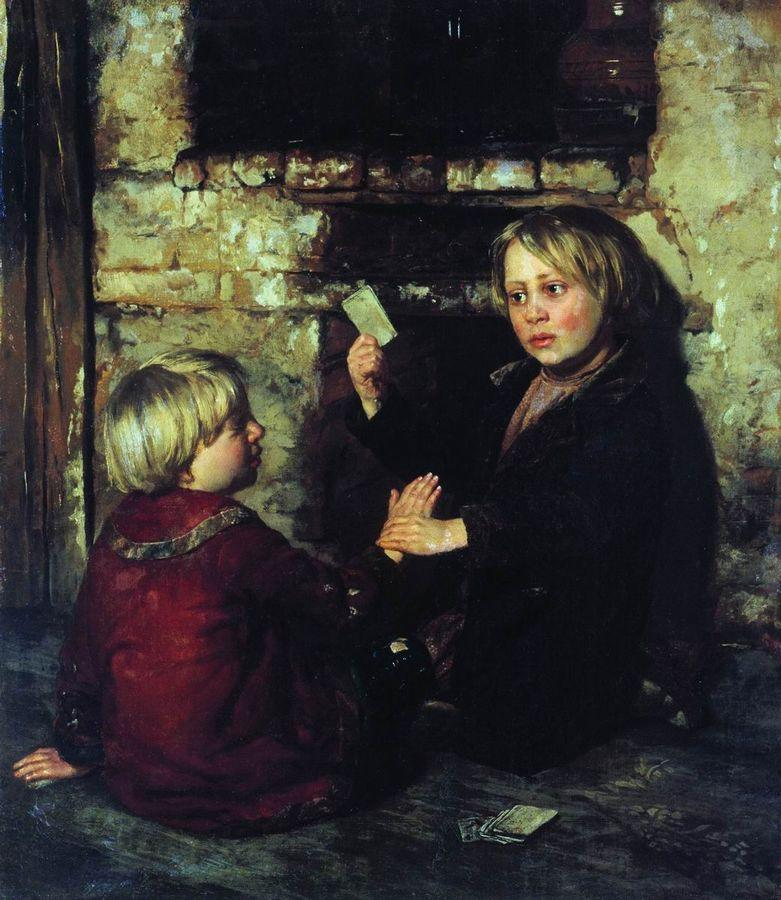
Мальчики, играющие в карты

## Память
- Дом-музей Н. В. Неврева в деревне Лысковщина Круглянского района Могилёвской области Республики Беларусь.